# Guglielmo Zuelli
Guglielmo Zuelli (Reggio Emilia, 20 d'octubre, 1859 - Milà (Llombardia), 17 d'octubre, 1941), va ser un compositor i director d'orquestra italià.

## Biografia
Després de perdre els seus pares als tres anys, va ser criat per la seva àvia, amb qui va ser arrestat per mendicar, complint tres dies de presó. Als nou anys va ingressar a l'orfenat de Reggio Emilia, on va començar a estudiar música amb Giuseppe Grisanti i va aprendre els oficis més variats, des d'atrezzo teatral fins a pintor de carruatges i ebenista.
El 1876 va ingressar al Liceo Musicale de Bolonya, gràcies a l'ajuda d'alguns filantrops, i a partir del 1880 va començar a treballar al Teatre Ariosto de Reggio Emilia, com a pianista i director d'orquestra. Alumne d'Alessandro Busi i del director d'orquestra Luigi Mancinelli, es va graduar en composició el 1882, presentant el poema simfònic La danza delle ondine a l'examen final.
La seva victòria al primer Concurs Sonzogno d'obres en un acte de compositors debutants (1884) amb La fata del Nord va marcar el punt d'inflexió en la seva carrera. L'obra, de temàtica fantàstica, es va representar amb èxit al Teatro Manzoni (Milà) el 4 de maig d'aquell any, juntament amb l'altra obra premiada, Anna e Gualberto de Luigi Mapelli.
Després d'acceptar el càrrec de director de la Capella i mestre de l'Escola i Banda d'Adrià, el jove mestre va començar a treballar en la seva segona òpera, Mocanna o Il profeta del Korasan, amb llibret de Ferdinando Fontana, per encàrrec de Casa Ricordi, que no es va representar, tot i que va obtenir una menció honorífica al Concurs Baruzzi de Bolonya. Aquesta obra va substituir el projecte d'una òpera basada en La tempesta de Shakespeare, el llibret de la qual havia de ser escrit per Antonio Ghislanzoni.
Destinat a tenir èxit sobretot en concursos, l'any 1888 Zuelli va guanyar el que anunciava la revista "Musica sacra". El tema de la fuga en quatre parts que li va valer el premi es basava en les lletres del lema "Fede a Bach", suggerides per Arrigo Boito. El mateix any va ser a Bolonya, on al juny va dirigir algunes representacions de l'estrena italiana de Tristan und Isolde, com a director suplent de Giuseppe Martucci.
L'any següent es va traslladar a Forlì, com a director de la banda i de l'escola de música, i el 1892 a Palerm com a professor de composició al conservatori, del qual va ser nomenat director el 1894. Posteriorment va ser director del Conservatori de Parma de 1911 a 1929 i d'Alessandria de 1929 a 1933.

La seva composició més interpretada va ser l'scherzo La festa delle sirene, extret del poema simfònic Una salutació al mar (1883). La victòria a la competició de Sonzogno amb La fata del Nord va ser un llampec a la paella. Malgrat l'èxit d'aquesta obra, el compositor mai va poder portar més obres a l'escenari i la fama de la seva primera obra es va perdre ràpidament. Irònicament, la primera òpera de Giacomo Puccini, Le Villi, havia estat rebutjada en el mateix concurs. Escrivint al mestre de Lucca, 30 anys més tard, el 1913, Zuelli va recordar l'episodi amb aquest quartet:
| « | "«Sebben di Sonzogno vincessi il concorso Il pelo rimisi qual fossi un grand'orso; E tu che perdesti il Concorso Sonzogno Vincesti la gloria e a me restò il sogno!» (en català) «Tot i que vaig guanyar el concurs a Sonzogno Vaig recuperar el meu pelatge com un ós gros; I tu que vas perdre el Concurs de Sonzogno Vas guanyar la glòria i em vaig quedar amb el somni!» | » |

Zuelli és l'oncle avi del trompetista, Stefano Zuelli, professor del Conservatori de Parma.

## Obra

### Òperes
- La fada del nord, llibret de Naborre Campanini (Milà, Teatro Manzoni, 4 de maig de 1884)
- Mocanna o El profeta de Korasan, sobre un llibret de Ferdinando Fontana (no interpretat)

### Simfonies
- Simfonia en fa major

### Poemes simfònics
- La dansa de les Ondines (1882)
- Una salutació al mar (Reggio Emilia, Teatro Municipale, 26 de gener de 1883)
- La cançó del boaro romàntic (1913)[2]
- Bertoldo, rondalla simfònica en quatre parts (1918)

### Música sacra
- Fuga en quatre parts sobre el tema de "La fe de Bach" (1888)
- Missa en honor a Santa Agnès D. i M.: a dues veus iguals, acompanyada d'orgue o d'harmonia

### Música coral
- Dos cors de 4 parts per a veus masculines, "Tra la la", "Nell'ora mesta"
- Al duce, "himne per a veus al món italià", per a veu i piano (1928)

### Música de cambra
- Dolce riposo, berceuse per a violoncel i piano

### Altres
- Largo per a cordes, arpa i harmònium
- El dia anava passant, barcarola per a piano o per a cordes i arpa, inspirada en l'incipit de l'Inferno de Dante - segon cant (1881)
- Largo (1896)
- Himne a la nit, d'Alphonse de Lamartine (Palerm, Conservatori, març de 1904)
- Gavotte per a cordes (1910)
- Passa il Natale, poema per a violí i orgue, versos de Guglielmo Zuelli

### Romanços de cambra
- Tinc por de tu?, balada per a tenor amb acompanyament de piano, versos de Luigi Conforti, dedicats a Alessandro Busi (1881)
- La mia canzone, per a veu amb acompanyament de piano, versos de Rabindranath Tagore, trad. això. traduït per Clary Zannoni Chauvet (1916)

## Escrits
- Rossini. Pagine segrete, Bologna, Pizzi, 1922